# Dragan Momirov
Dragan Momirov (Zrenjanin, 1962) umetnik je u oblasti grafike. 
Studije je završio 1989. godine na grafičkom odseku Fakulteta likovnih umetnosti u Beogradu u klasi profesora Marka Krsmanovića. Postdiplomske studije je završio 1991. godine na istom fakultetu u klasi profesora Mila Grozdanića. Trenutno radi kao profesor na grafičkom odseku Fakulteta likovnih umetnosti u Beogradu. Član je Udruženja likovnih umetnika Srbije (ULUS).

## Nagrade i priznanja
- 1989. Nagrada za grafiku iz fonda Đorde Andrejevic Kun
- 1992. Druga nagrada na II bijenalu grafike, Beograd
- 1998. Nagrada za litografiju, World Print Festival AGART, Ljubljana
- 2006. Veliki pečat, Majska izložba grafike, Grafiki kolektiv, Beograd
- 2006. Mali pečat, Izložba grafike malog formata, Grafički kolektiv, Beograd

## Samostalne izložbe
- 1991. Beograd, Galerija Grafički kolektiv
- 1995. Zrenjanin, Savremena galerija (sa Miodragom Mlađovićem)
- 1995. Sremska Mitrovica, Galerija Lazar Vozarević (sa Miodragom Mlađovićem)
- 1996. Beograd, Galerija Grafički kolektiv
- 1998. Beograd, Centar za grafiku i vizuelna izražavanja (sa Miodragom Mlađovićem)
- 1998. Vrnjačka Banja, Zamak kulture (Veljašević, Dimovski, Momirov)
- 1998. Herceg Novi, Galerija Sue Ryder
- 1998. Kotor, Galerija Kulturnog centra
- 1999. Niš, Galerija savremene likovne umetnosti (sa Miodragom Mlađovićem)
- 1999. Podgorica, Galerija Centar savremene umetnosti
- 2001. Čačak, Galerija Risim (sa Miodragom Mlađovićem)
- 2001. Požega, Gradska galerija (sa Miodragom Mlađovićem)
- 2001. Kragujevac, Umetnička galerija Narodnog muzeja (sa Miodragom Mlađovićem)
- 2008. Beograd, Galerija Grafički kolektiv
- 2011. Novi Beograd, Galerija Blok

## Grupne izložbe
- 1989, 1992, 1996, 1998. Beograd, Galerija ULUS-a, Bijenale grafike u Srbiji
- 1989-2002, 2004-2006, 2008. Beograd, Galerija Grafički kolektiv, Majska izložba grafike
- 1990, 2000. Bitola, Međunarodno trienale grafike
- 1990, 1992-1994, 1996, 1997. Beograd, Oktobarski salon
- 1990, 1992, 1993, 1995, 2000. Beograd, Prolećna izložba ULUS-a
- 1991-1996, 1998, 2000-2002, 2004, 2006-2010. Beograd, Grafički kolektiv, Izložba male grafike
- 1992,1993. Beograd, Jesenja izložba ULUS-a
- 1992, 1993, 1995, 1997, 2001. Zrenjanin, Savremena galerija, Bijenale akvarela
- 1993, 1995. Užice, Međunarodno bijenale suve igle
- 1995. Varna, VIII međunarodno bijenale grafike
- 1995, 2001. Gyor (Mađarska), Međunarodno bijenale grafike
- 1997. Vervies (Belgija), Minijature, Beograd, Salon muzeja savremene umetnosti, Primeri lirske apstrakcije u novoj grafici (izbor Lj. Slijepčević), Solun, Vidljivo-nevidljivo, Ljubljana, 22. međunarodno bijenale grafike
- 1998. Ljubljana, World Print festival Agart
- 2000. Krakov, Međunarodno bijenale grafike
- 2000, 2001. Beograd, Umetnički paviljon Cvijeta Zuzorić, Crtež i mala plastika
- 2001. Beograd, Galerija ULUS, U međuvremenu
- 2002. Viroinval (Belgija), Bijenale Petit Format de Papier
- 2005. Beograd, Dom omladine, aukcijska izložba „Imena i nade“
- 2009. Beograd, Prodajna galerija Beograd, „Srpska grafika danas“
- 2010. Pariz, Kulturni centar Srbije, Gravure contemporaine serbe (Savremena srpska grafika)
- 2010. Trois-Rivières (Kvebek), Atelier Presse Papier, Izložba Male grafike 2009

## Drugi o umetniku
"Svoju osetljivost za aktuelne umetničke probleme Momirov već dve decenije manifestuje u mediju grafike, a teza grafika – bez ograničenja približava autora inovativnim metodama i graničnim poljima u kojima je neophodno fleksibilno poimanje medija grafike kao i njegova kritička problematizacija. Ipak, uprkos inovacijama, tok umetnosti od uma do ruke nikakvo tehničko posredovanje ne može da zaustavi, a to je važan aspekat afirmacije moći kreativnog čina bez obzira da li se on temelji na interdisciplinarnoj praksi ili konvencionalnim medijima, da li istražuje zakone vizuelnog jezika ili rada kao sredstva komunikacije."

## Spoljašnje veze
- Grafike Dragana Momirova[мртва веза]
- Web prezentacija Grafičkog kolektiva